# 冀中军区
冀中军区为抗日战争与解放战争期间，中国共产党领导下的抗日根据地与根据地，为晋察冀边区所辖的二级军区之一。

## 軍區歷史
1937年10月，东北军第五十三军第116师第231旅第六九一团（缺第二营），掩护全军南撤，10月10日在石家庄东南的藁城县梅花镇四德村一线，阻击南进的日军第108师团千余人。战斗从10月10日夜打响，11日拂晓起趋于激烈，一直打到11日下午大约16时在梅花镇的南面，打开了一个口子突围转进到大马村（梅花镇东南约5公里）集结，遵照北方局军委事先的“趁国民党军队南撤之机，留在敌方，找地方党，开展游击战争”的指示，11日当夜北上冀中抗日，经过一夜的行军，从南下日军空隙中穿过，10月13日拂晓前，到达晋县东北约10公里的小樵镇。10月12日拂晓，日军疯狂报复血洗梅花镇，杀害群众1158人，其中有42户被杀绝，惨绝人寰，当地史称（农历）“九九惨案”。10月14日晚在小樵镇小学里，中共在东北军中的外围组织“东北武装同志抗日救亡先锋队”（简称“东抗”)召开官兵代表会议，讨论一致决定改称“人民自卫军”，史称“小樵易帜”，下辖第一总队和第三总队。总队下辖3个步兵大队和1个机关枪大队、1个迫击炮排。每个步兵大队下辖3个中队（相当于连）；另有直属的重迫击炮（150毫米）、平射炮、通信兵等几个大队，还有1个侦察通信分队（直属特务营前身）。共约1600人。 会后，吕正操率第一总队和直属队在深泽南约2公里的乘马村渡过滹沱河，进抵深泽县城后佩戴红五星臂章，党的领导正式公开。赵承金率领第三总队进驻安平县城。几天后吕正操部路过安国，受到中共保属特委代表侯玉田、孟庆山、刘亦君等热情迎接，和地方党组织会合，商定继续北上路线，宣传中共抗日救国主张，帮助当地筹建抗日民主政权和群众团体，安置部队伤病人员。吕正操部路经博野县城，和河北民军留在当地的张仲翰部相约共同抗战。10月31日，吕正操部路经蠡县，与地方党组织和党领导的各界救国会、抗日武装会合，各界联合召开欢迎大会，当地党领导的抗日武装编入人民自卫军序列。11月2日21时，吕正操部进攻盘踞在高阳县城的伪冀东保安队殷松山部，战斗不到半小时，全歼该部，缴获枪千余支及装备，俘殷松山后经群众大会枪决。中共在高阳蠡县地区有深厚的群众基础和革命斗争历史传统，抗日青年和平津保石的流亡学生踊跃参加人民自卫军；并在当地换上了冬衣。11月上旬晋察冀军区派来的孙志远到达高阳，建立并领导人民自卫军政治部。人民自卫军序列：
- 第一团，团长赵承金、政治主任许涛（许涛之）
- 第二团，团长于权伸，政治主任杨经国（贵州省普定县马官镇偏杨村杨家院人，在北平读书时参加一二九运动，后加入民先、入党，被派遣入东北军学兵队，西安事变后被中共东北军工作委员会宋黎分配到吕正操团。后赴延安入抗大，毕业后回任冀中军区骑兵团政治处主任，1942年五一大扫荡中战斗牺牲）
- 特种兵团：以原迫击炮、平射炮、通信兵大队等编成；团长沙克（当时叫沙星澜），政治主任戈亚明（辽宁营口人，1937年2月入党，1937年10月入伍，以济南军区炮兵副参谋长任上按副军职待遇离休）
- 直属特务营，营长胡乃超（吉林省德惠县郭家镇李家屯人，东北大学学生，后任冀鲁豫军区第四军分区参谋长，1944年5月22日在滑县双村营作战中弹牺牲）
- 模范营：由新参军的知识分子组成，营长张建国。后编为第三团，团长目九祥。
- 游击第一师：任丘一带的土匪高顺成部，表示“愿意抗日、服从领导”。
- 独立第一团：原安次、永清县保卫团长朱占奎部，在当地不能立足，投向人民自卫军，后又叛变。

1937年12月上旬，吕正操奉命率领人民自卫军主力前往平汉路西的八路军晋察冀军区整训，学习开展敌后游击战争和创建根据地的经验。参与这次整训的包括人民自卫军的第1、第2团、特种兵团、特务营和骑兵连共2000余人。河北游击军总司令孟庆山奉命率收编的2个游击师、5个游击支队共8300余人，再加上孟庆山亲自指挥的河北游击军独立团和人民自卫军第3团，留在冀中坚持斗争。1937年12月，河间、献县的白七、张翰生、张汉卿、张宗巨领导的4部联庄武装3000多人骚扰，被河北游击军击败。孟庆山亲率7个团的兵力攻打河间县城，迫使这部武装被改编为河北游击军第12、13、14三个直属团，共计7000人左右，其首要分子白七后被枪毙。为了统一指挥各部队，孟庆山整编河北游击军，总兵力共计6.7万余人，号称十万大军，只有孟庆山1个红军干部：
- 总司令孟庆山
- 政治部主任侯平（1938年被错杀）
- 参谋长阎九祥（解放战争中任南满护路军司令，后不详）
- 秘书长王志（1941年牺牲）任
- 总务处长金城
- 经理处长王文波（后任国家商业部副部长）
- 第1师：由旧军官项修文（原名项佐民）在饶阳一带组织的武装改编。孟庆山兼任师长、项修文任副师长、侯平兼任师政治部主任，师民运科长李平（开国上校）。该师下辖3个团共5000余人。后由于项修文与国军仍暗中来往，而被孟庆山解除职务礼送出境，后结局不详。
- 第2师：由蠡县自卫团改编。师长段士增（失去组织关系的党员）。辖三个团共3000余人。1938年段士增因内奸嫌疑被错杀。
- 第3师：由安平县自卫团改编。师长马佑民（七七事变之后的新党员）。该师下辖三个团共3000余人。
- 第1路军：地下党员许配坚、田同春、吴庆成等于1937年3月组建的地下义勇军，后改名为饶阳抗日自卫军，辖4个团4000余人。
- 第2路军：旧军官王贲在高阳、肃宁一带组织的私人武装，共700人左右。
- 第3路军：地下组织成员陈沐新在安国一带依靠红枪会组织拉起的武装，共2700人。
- 第4路军：原任丘县巡警王烈军在安新一带拉起的队伍，后与地下党员吕书元的队伍合并，共计有3000余人。
- 第5路军：任丘县大地主、爱国士绅、48村联庄会头目高士一，在其子、地下组织成员高万德劝说下组织的队伍，计有17个支队及若干独立大队共5000余人。高士一后随八路军第一二〇师回到晋绥坚持抗日，建国后高士一任陕西省交通厅厅长，是河北游击军的4个师长（不包括兼任的孟庆山）、12个路军司令中唯一善终的。
- 第6路军：地下党员郭墨村在高阳城东组织的红三角部队，共500余人。上任前郭墨村在博士庄惨案中被日军杀害。
- 第7路军：卫立煌部连长孟阁臣带着18人脱离队伍后，到满城县依靠当地地主招兵买马扩充起的队伍，共计有6000余人。1939年，孟阁臣部因为军纪不佳且有叛变嫌疑，而被八路军晋察冀一分区杨成武部缴械，孟本人则被枪毙。
- 第8路军：新安县保卫团大队长刘克忠指挥的自卫团扩编为成，辖5个师又1个旅共5000余人，后刘克忠因被人诬告为内奸而被错杀。
- 第9路军：土匪武装李庆锁部，计有700人左右，收编没多久，李庆锁被其他土匪武装杀害，余部后被编入人民自卫军第9团。
- 第10路军：土匪赵玉昆在易县拉起的武装，共有5000余人。1940年，时任八路军晋察冀一分区第3支队司令员的赵玉昆带着200余人叛逃日军，解放后被逮捕归案枪毙。
- 第11路军：肃宁城北的土匪马玉祥部，共有800余人，收编后马玉祥带着几个亲信开小差。
- 第12路军：原新镇县保安队队长柴恩波的武装，依靠人民自卫军的番号收编了附近几股地方武装，其总兵力发展到3000余人。1939年3月上旬，时任八路军第三纵队独立第2支队司令柴恩波叛变，投向河北民军张荫梧，旋被贺龙指挥的八路军第120师围歼，柴恩波投奔日军当了汉奸。1952年逮捕归案枪毙。
- 第13路军：1937年10月东北军第五十三军排长江东升带一批人到新城县一带成为地主保安队，江东升自任总指挥，左清臣为参谋长，很快发展到三个师共3000余人，向河北游击军第8路挑衅。1937年底孟庆山调动游击军各部共1.2万余人对其还击，毙300余人。江东升接受了河北游击军第13路军的番号。江东升和左清臣分任正副司令，原新城县工委书记刘佩荣任党代表。唐保蘅任政治部主任，刘佩荣任组织科长，许硬任宣传科长，杨英任民运科长，魏健任总务科长。移驻白沟镇。1938年3月初袭击高碑店车站，次日伏击出来报复之敌。之后仅2个月，第13路发展到2万多人。江东升欲自立门户，自称为“华北民众自卫军”。1938年4月召开冀中区党委第一次代表大会，冀中党的领导黄敬、孙志远、孟庆山等经研究，同意江部改名，并指示：“你们只掌握一条，即江部必须始终打日本。其他方面可以让步。”并决定由冀中军区派出一个视察团，了解江部情况。半月以后，冀中区党委组织部长张君率视察团来到白沟镇，经过十多天的考察了解，张君在干部会上宣布：冀中军区批准江部改名为华北民众自卫军；并指出华北民众自卫军是一支抗日的部队，很有发展前途。成立华北民众自卫军党的总支委员会。指定刘佩荣任总支书记，唐保蘅任副书记，王山、许硬为委员。1938年5月，华北民众自卫军编为3个师，9个团，总指挥部在白沟镇，设立了参谋、军需、军械等八大处，还建立了兵工厂、医院、被服厂等。武汉会战后，日军主力回师华北。1938年11月12日日军6000余人配有大批汽车、飞机，从北平、天津、保定分3路进攻扫荡大清河以北地区，11月13日占新城。由于总指挥部对敌情既无侦察，又无统一的作战方案，被迫应战，各师之间联系中断，在战术上又采取了逐村单纯阵地防御，虽经浴血奋战，终被敌人各个击破。不到10日，白沟镇即陷敌手。总指挥部被迫撤到板家窝一带，又被日伪军重兵包围，部队失掉指挥，两万多人的华北民众自卫军就此溃散。江东升、左清臣、唐保蘅等带领一百多人退入白洋淀。刘佩荣带领一部分政工人员留在米家务一带继续坚持斗争。华北民众自卫军失败的主要教训：第一，部队没有认真接受改编，在敌人扫荡中情况不明，采取了阵地战的错误做法。第二，共产党员全部任政工干部，没有掌握军事指挥权，战时指挥不动部队，部队溃散时也无能为力。1939年年初，冀中区党委、冀中军区通知刘佩荣去汇报华北民众自卫军溃散后的情况，决定把江东升部收编为八路军冀中军区六支队，委任江东升为司令员、唐保蘅为政治委员，刘佩荣任政治部主任。支队成立党委，由唐任书记，刘佩荣任副书记，下属大队（营）建立总支，连建立支部。黄敬、吕正操、程子华同志就如何开展工作作了具体指示。我带着上级指示、电台和10万元边币回到了白洋淀，宣布了任命。江东升、左清臣皆大欢喜，要求迅速打回大清河北去。支队张贴布告，广泛宣传，溃散的残部纷纷归队，不久便扩大到3000人。这年春天，八路军第一二○师三支队在余秋里同志带领下来到大清河北，用老红军的模范行动影响带动六支队外，还派了一些红军干部加强了六支队的领导。1939年5月4日，六支队配合三支队在新城县菊花台、墼上粉碎了敌人的包围和进攻，毙伤敌百余名。1939年5月，三、六两支队合编，六支队编为三支队的第八团，江东升离队而去。
  - 第一师驻毛公寺一带，师长张兴五，政治部主任黄山虎
  - 第二师驻辛桥镇，师长郭洪奎，政治部主任李士斋
  - 第三师驻辛立庄镇，师长曹学敏，政治部主任王子卿
- 暂编独立第1师：高顺成参加过东北军，也当过土匪，后加入任丘县地下党。抗战爆发后组织独立1师抢占任丘县城，处决了日伪派来的县长等人，其部后发展到5000余人。1938年，高顺成被错杀。
- 回民抗日义勇军/回民抗日教导队：原东北军团长马本斋带领河间县青年组织回民抗日武装，战斗力较强，共有500余人。

1938年1月，孙志远率领人民自卫军主力从路西返回冀中平原，根据晋察冀军区的有关指示和冀中党的决定，坚决迅速消灭汉奸土匪，改编各色武装，对不服从我党领导、图谋不轨的则武力解决。到一九三八年四月，冀中腹心地区的汉奸、土匪武装约6800人基本肃清，改编了各地的联庄会约2万人、会道门约4万人及杂色武装约16000人，粉碎了日军春季围攻，人民自卫军发展到3万余人：
- 第一至第三团
- 第四团：以第二团的一个营、安国县的地方武装、游击第二路和收编部分联庄会等编成。团长郭元猷。
- 第五团：以原地方党组织的第五支队为基础编成。团长沙克，政治主任刘洪涛。
- 第六团：以定县地方党组织的第八支队编成。团长唐朴农、政治主任何纪元。
- 第七团：由蠡县地方党组织的武装为基础编成。团长李弗畏、政治主任翟家骏。
- 第八团：由被解决的深县徐二黑土匪残部等改造编成。
- 第九团：一部由东鹿地方党武装及游击第四路李庆锁部等编成。1938年5月与第四团合编为第十六大队
- 特务团：原直属特务营和定县地方武装第九支队李育才部、定县邢邑、油味联庄武装等编成。团长胡乃超，政治主任马官友。
- 独立第一团：团长朱占奎，政治主任崔文炳，特派员刘秉彦。
- 独立第二团：团长柴恩波。
- 游击第一师
- 直属通信兵营：营长芦树功。
- 人民自卫军军政学校：校址在安平。校长阎九祥，政委李梦龄（军区政治部组织科长兼）。

按照中共北方分局的指示，1938年4月21日到5月2日在安平县城，黄敬主持召开了冀中党的第一次代表大会。决定统一党的领导、成立冀中军区、整编部队、建立各级政权，确定财政经济，金融贸易，减租减息，改善人民生活等各项政策：决定作战方针为主动地袭扰敌人，破坏铁路，牵制敌人，配合正面战场，滞止敌人战略进攻，巩固扩大抗日根据地，扩大抗日武装；军队建设上要保证党在部队中的绝对领导，使党成为部队中的堡垒；整顿并严密党的组织，健全党的生活，提高党的纪律，执行党的决议。
1938年5月，从晋察冀军区军政干部学校第一期结业的吕正操、王作藩、杨鼎昌（杨冶光）、孙洪志、李亚峰、沈国荣等10多人回到安平县黄城镇冀中军区领导机关。1938年5月4日，根据中央命令，人民自卫军和河北游击军在安平合编组建编为第八路军第三纵队兼冀中军区。第二战区冀中政治主任公署同时成立，第三纵队机关兼军区机关。
- 冀中区党委书记黄敬，冀中区党委副书记鲁贲，组织部长刘亚球，宣传部长周小舟
- 冀中政治主任公署主任吕正操兼，副主任李耕涛，秘书长吴砚农。
- 司令员吕正操
- 政治委员：1938年8月1日王平/1939年初程子华
- 副司令员：孟庆山
- *参谋长：孫毅/沙克（1940年）
  - 秘书长金声，
  - 参谋处处长张方，
    - 第1科科长张方（兼）
    - 第2科科长原星
    - 第3科副科长李健
    - 第4科科长郑扶
    - 机要科科长李振刚

  - 副官处处长王光文
    - 警备科科长李胜岭

  - 情报处处长张存实，副处长王文波
- 政治部孙志远/卓雄(1940年代理）
  - 组织部部长李梦龄
  - 宣传部部长李继之
  - 敌工部部长史立德
  - 保卫部部长翟骏
  - 锄奸部部长罗文坊/卓雄
  - 民运部部长王逸群（1940-1943.3）
  - 军法处处长边伴山
- 供给部部长熊大缜/封永顺  政治委员于斌 副部长高志杰
- 卫生部部长张珍/顾正钧  政治委员张庆泰
- 第一军分区兼第七支队，司令员赵承金，政治主任许涛/张毅忱，参谋长刘玉璋。辖第19、20、21大队和独立第2团。司令部驻河间，下属河间、武强、献县、交河、沧县、青县各县。面对沧县、泊头及津浦线之敌。另说辖深县、武强、交河、饶阳、献县，以深县为中心，驻冀中区东南部。
- 第二军分区兼第八支队，司令员于权伸，政治主任刘哲华，参谋长张珍。辖第22、23、24大队。司令部驻博野，下属博野、蠡县、高阳、安国、定县、深泽、安平、深县等。面对保定及以南平汉线和石家庄之敌。另说辖蠡县、高阳、安新、容城、徐水、清苑，以蠡县为中心，驻冀中区西北部。
- 第三军分区兼第九支队，司令员沙克/阎九祥，政治主任张逊之，参谋长王洗凡。司令部驻苏桥（新镇东，大清河南岸），下属新镇、文安、大城等县。面对天津及以南津浦线之敌。另说辖藁城、晋县、深泽、安国、定县、博野，以深泽为中心，驻冀中区西南部。
  - 第25大队，驻文安县以东的王口、大城一线；
  - 第26大队，驻子牙河、大清河汇合处；
  - 第27大队，驻霸县以东的得胜口（今属安次区东沽港镇）、东沽港一线。面对天津及其外围据点王庆坨之敌。几次袭击王庆坨据点，几次阻击由王庆坨据点出扰之敌。到葛渔城等地游击活动。
- 第四军分区兼第十支队：以河北游击军为主编成。司令员孟庆山（兼）/韩伟，政委王紫风/帅荣/吴立人，参谋长霍雨村。为河间、大城、任丘、文安、新镇、雄县、新城，以河间为中心，驻冀中区东北部。辖二十八、二十九、三十各大队和5个独立团。司令部驻雄县，下属新城、容城等。面对保定及其以北之敌。
- 第五军分区兼独立第一支队：1938年秋季开辟大清河北后，1938年10月建立了该分区。驻霸县，下属安次、永清、固安各县。面对北平、天津及北宁线之敌。原辖第一、第二大队，并将原冀中独立第九、八、十团改为第三、第四大队和特务大队；另有3个游击团，1个警备营，1个骑兵营，及其他游击部队。全部兵力约16000人。司令员朱占魁（1941年11月在平西学习完返回十分区时，由于遭人举报，从路西过铁路在清苑县大李各庄遭敌伏击受伤被俘），副司令员阎力宣兼第9团团长兼安次县抗日民主政府县长，参谋长饶民孚/李弗畏，政治主任崔文炳/杨友民（杨雨民、杨友明），邱军任供给部部长，郭福芝任卫生部部长。活动在大清河北的霸县、安固、永清、安次、廊坊一带。
- 肃宁、安平为军区直属县。
- 独立第二支队：司令员柴恩波，政治主任铁瑛/陈子良，参谋长李剑ト，辖二个大队。第一大队长杨秀昆。1939年3月柴恩波在新镇投敌。
- 独立第三支队赵玉昆，后编人晋察冀一分区。
- 独立第四支队（原游击第五路）：司令员高士一，政治主任杨琪良，参谋长陆冠州，辖第一、二、三大队。
- 独立第五支队：原华北人民自卫军第二十七支队。司令员魏大光，辖二个大队。
- 独立第六支队：司令员江东升，政治主任左清臣。
- 回民支队：司令员马本斋，政治主任丁铁石，辖三个大队。
- 独立第一旅：活动在任(丘)、河(间）、大（城)。冀中军区司令部副官长王光文去高顺成河北游击军第一师，任副师长。1938年七七纪念日，游击第一师在任丘县城改编为独立第一旅，高顺成任旅长，王光文任副旅长，张海春为参谋长，供给处长赵仲三、卫生处长刘斯曼。总计5000多人。高顺成因对改编不满，通敌有据，于1938年7月在任丘县青塔镇开枪拒捕被镇压。冀中军区任命王光文为旅长，张海春任参谋长，金锐恒任政治部主任。1938年8月中旬，王光文率领该旅转移到安平整训，从路西开来的老八路独立第二师一部以加强对第一旅的领导，朱潘显任第一旅的政治委员，朱利任政治部主任。1938年918纪念日后，王光文率第一旅从安平出发到路西，后改编为晋察冀军区特务团，归四分区指挥，守卫平山。 
  - 一团团长王泽东，当时在安平一带；
  - 二团庞大川，调往饶阳、武邑、武强、交河一带活动，后编为冀中十六团；
  - 三团宋君侠和旅部及直属队（骑兵连、通信队等），仍在任丘县城。
  - 五团团长高广荣（高宁子）是高顺成的外甥
- 军区骑兵营，营长宋辅廷。
- 军区通信兵营，营长芦树功。
- 与冀南军区合办有抗战学院（在深县）。
- 张仲翰在博野县组建的河北民军第一师：张仲翰未到任，把部队主动交给了吕正操改编指挥，自己去沧县组建“津南人民自卫军”1939年与359旅719团合编。
- 天主教连：安国天主教的神父雷鸣远成立，后来编入主力部队。

1938年6月，冀中政治主任公署和冀中军区对各分区辖县进行调整，调整后，霸县、新镇、任丘、文安、大城、永清、安次等7县划归第三军分区。
整编工作从5月初开始，到6、7月间已大部完成。冀中抗日根据地人口约800万。从区党委到地、县、区、村，都建立党的组织；从行政主任公署到专区、县、区、村建立了抗日民主政权；44个县政权，其中24个完整县。工、农、青、妇女、少年儿童，都建立有抗日救国团体；人民武装抗日自卫队（即以后的民兵），从行署到专区、县、区、村建立了完整的组织。到1938年6月，冀中军区兵员82834人，号称十万大军，有各种枪54271支，迫击炮27门，山地1门，野炮3门、平射炮4门。
截至1938年10月抗战第一年的不完全统计，冀中主力部队作战321次，毙伤日军3276人，俘100人；毙伤伪军1130名，俘296名；伪军反正1100名。冀中主力部队指战员伤1809名，亡1303名。
1938年11月24日，毛泽东代表党中央、中央军委致电彭真、聂荣臻：

(一)冀中地区的中心任务是巩固现有武装部队，依靠群众力量，坚持长期游击战争。

(二)为此决定：

(1)派程子华同志带一部分干部去冀中，程子华同志任冀中军区和第三纵队的政委。加强该部之正规化，是目前的中心任务。

(2)派贺、关率一二○师主力去冀中，争取扩大一二○师。

(3)一二○师一部到冀中，可以推动、影响当地部队正规化的进程。

1939年初，程子华从延安、晋西北带一批红军干部（周彪、帅荣、旷伏兆、李天焕、谭冠三等）和青年知识分子到冀中，这批干部分配在各军分区、团任政委和政治部主任，普遍建立政治工作制度。1939初，张庆泰、黄中从西安带东北救亡总会组织的战地服务团。1939年夏，中央军委总政考察团到冀中，帮助组建了冀中军区干部教导团（1940年并入抗大总校三团，1941年后改为抗大二分校第三团）。
1939年1月25日八路军第120师主力6400多人到冀中，由贺龙、关向应、程子华、吕正操、黄敬5人组成冀中区军政委员会，贺龙任书记。从120师调派干部常德善、吴西、肖新槐、郭陆顺、刘亚球（120师民运部长改任冀中区委组织部长）支援冀中。将冀中军区部队分批抽出进行整训，加强党的领导，提高战斗力。第一批抽调九个大队(团)和一个营，到平汉路西进行五至六个月的整训。1939年8月第120师（21900多人）调离冀中，冀中军区顾不上和消化不了的部队都拨给120师成建制带走，如高士一部，魏大光部，张仲翰的津南自卫军，姜东升部。1939年9月至11月，冀中军区又抽调六个大队(团)，在武强一带整训。其余部队利用作战空隙就地整训。整训后，冀中军区共编为14主力团：第16、17、18、21、22、23、24、27、29、30、32、33团，警备旅第1、2团；另有回民支队、任河大支队，五个游击总队。
1939年2月19日，白求恩带领东征医疗队18人到冀中。当时整个冀中没有医院，原有的3个医院都迁到冀西山区了。冀中的伤员高度分散隐蔽在群众的家里。白求恩在冀中四个月，作战地手术315次；行程1504里；建立手术室和包扎所13处。
1939年2月，在日军对冀中实行第五次围攻的危急形势下，各专署独立，专员不再兼任县长，专署辖区与军分区一致。
1939年10月，冀中民抗与冀中军区挺进支队合编为冀中军区警备旅，作为军区的机动部队使用。旅长王长江，副旅长兼参谋长张存实，政委旷伏兆，所属部队分编为两个团，张子元、王先臣任第1团团长、政委，赵东寰、谭斌任第2团团长、政委。
1940年2月，八路军总部为了有效打击摩擦专家朱怀冰的第九十七军，决定调冀中警备旅进入太行山参与作战。根据第129师师长刘伯承的部署，王长江的警备旅编入中央队，其任务是协同八路军第一二九师青年抗日纵队进攻第97军补充团。3月5日，冀中警备旅和青年纵队按计划发起进攻，经一天激战，重创补充团，并连续攻占50余座碉堡。8日，警备旅又奉命配合南进支队向林县败退的第九十七军发起追击，至11时共歼灭第九十七军3000余人。紧接着，警备旅又从孝子庄、大河头继续向北进行包抄，于下午15时配合友军在林县东北地区重创第九十七军，并俘虏第94师参谋长蒋希文。此战，第九十七军损失8000余人，元气大伤。时任第129师政委的邓小平在战后赞扬警备旅“打的好，完成任务突出，立了功”。
1939年汛期海河流域大洪水，也导致冀中土质变肥，1940年春季麦收，是抗战以来最好的收获。为保护1940年麦收，在5、6两个月中，冀中军区粉碎了敌39000多人的春季“大扫荡”，战斗上百次，杀伤4000余人。这一季收获的小麦足够冀中全区军政民两年之用。
1940年3月20日，冀中政治主任公署撤销，改设冀中行署，代行行政委员会职能，主任吕正操，副主任徐达本/吴砚农。1940年冀中开展了全面建政、建党、巩固加强群众组织、合理负担、统一累进税，实行“双十纲领”，建设“三三制”政权等，全面加强和巩固了冀中平原抗日根据地。冀中形成了共产党一统天下的局面。
- 冀中一专署：河间、深县、武强、饶阳、肃宁、献县、青县、交河、沧县，专员兼河间县县长冯钧；
- 冀中二专署：蠡县、安平、深泽、无极、定县、安国、博野、正定、新乐等，专员兼因县县长王文仲；
- 冀中三专署：文安、新镇、安次、霸县、永清、静诲、大城、任丘等，专员兼文安县县长仇友文
- 冀中四专署：雄县、固安、新城、容城、徐水、安新、新安、高阳、清苑等，专员兼雄县县长韩德三。1939初，郑厚庵继任四专署专员兼高阳县县长。
- 冀中五专署，1939年2月增设。辖雄县、固安、新城、水清、霸县、安次、新镇、静海等县，专员李风林，抗联主任马健民（作家杨沫丈夫）

1940年7月到10月，晋察冀调整区划。1940年8月1日，根据晋察冀分局、晋察冀边区行政委员会、晋察冀军区决定，晋察冀辖边区所属地委、专署、军分区均按晋察冀边区统一序号确定组织名称。据此，冀中一至五分区、地委、专署改称六至十分区、地委、专署。同时，将十分区党政工作划归冀热察区党委和平北办事处领导，军事工作则由冀中军区和冀热察挺进军共同领导。这样，既可使十分区党、政、群团和武装部队有山区作为依托，又可使山区得到平原地区物资上的支援。
1940年11月，张学思、高存信等从延安带“东北干部队”（东干队）82人到冀中，分到军区司、政、卫机关分别为43人、35人、4人。三名朝鲜人高建基、张志民和吴明星到军区政治部敌工部。  
1941年6月10日，日军两万余兵力对十分区进行了“铁壁合围”、“梳篦拉网”、“细碎分割”、“驻屯清剿”，使党组织和抗日武装受到严重损失，根据地变为敌占区。1941年9月初，十地委在白洋淀召开干部会议，主要内容是认清斗争形势，统一思想，总结几年来执行政策和工作中的经验教训，研究在新形势下坚持对敌斗争，恢复十分区抗日根据地问题。地委决定打破原有各个县的边界线，全区划分为3个联合县。其区域分布是：
- 第一联合县，即容定新雄霸联合县：平大公路以西至平汉铁路东侧，泗（庄）小（庄）公路（西北延伸到高碑店，东南延伸到霸县）以南
- 第二联合县，即新固霸涿联合县：平大公路以西至平汉铁路东侧，泗（庄）小（庄）公路（西北延伸到高碑店，东南延伸到霸县）以北。
- 第三联合县，即永安宛固霸联合县：固安、霸县之间的平大公路以东至北宁铁路西侧，西北跨越平大公路延伸到卢沟桥以南的永定河左岸。

至1942年4月，十分区各联合县县大队陆续编成。 
1942年初晋察冀军区实行精简整编后，冀中军区辖五个军分区：
- 第六军分区，司令员王长江/王先臣，政委旷伏兆，参谋长叶楚屏，政治部主任龙福才。1938年3月，冀南省委成立，派李力、李克等人组成了冀南第一特委。1938年4月，冀南第一军分区成立，冀南第一特委改称冀南一分区特委。组建了藁城县委、赵县工委、栾城工委。7月、8月分别接受冀中省委恢复组建的晋县、束鹿县委。1938年8月，冀南一分区特委改为冀南第一地委，辖赵县、栾城、藁城、晋县、束鹿、宁晋等7个县委。1940年5月，一地委辖赵县、赵元宁、栾城、正获、晋南、晋北、束冀、束北、宁晋9个县委。1940年6月，北方局和八路军总部决定，将冀南一分区全建制划交冀中区领导，称冀中一分区。1940年7月到10月，晋察冀调整区划，冀中1分区改为冀中6分区，一地委改称6地委。辖赵县、赵元宁、栾城、栾正获、藁正获、藁城、晋南、晋藁、束冀、深束、深南、宁晋等县委。1940年9月冀中警备旅兼六分区，冀中军区第六军分区司令员王长江兼，政委旷伏兆，副司令员兼参谋长韩伟。第六军分区位于华北铁路枢纽石门南侧，西临平汉铁路，北靠沧石公路，南面是滏阳河，东与八分区相接，主要活动区域在藁城、晋县、栾城、赵县、元氏、宁晋、束鹿、束北、深束和深南等县。除警备旅外，分区还辖有回民支队（支队长马本斋）、教导团、抗大二分校第3团、骑兵第2团等部。沿石德路、沧石路、滏阳河由东向西与日伪军（以日军第15混成旅团为主）展开长期的艰苦斗争。9月20日，为配合晋察冀主力部队发动涞灵战役，六分区部队奉命在石德铁路段实施破袭战。9月下旬，警备旅第1团和回民支队在豆腐庄伏击由赵县出动的日军，同时还分别击退了由商邑、宁晋出援的日军，共毙伤日军300余人，缴获枪支200余支，子弹万余发，是为六分区成立以来的第一次大胜。11月15日，六分区为配合冀西山区的反“扫荡”，又奉命在晋县至衡水段公路实施破袭战。自9月至12月间，六分区部队对日伪军连续发起60余次破袭战，累计破坏铁路达100公里以上，发动群众达7000余人，使日军企图在11月底修通石德路的计划成为空想。1941年六分区部队又对日伪军发动200余次作战，毙伤日伪军1000余人，俘虏伪军600余人，累计缴获迫击炮两门，枪支600余支，攻克据点4个，彻底破坏了日军对六分区的蚕食。1942年五一大扫荡，警备旅第1团政委陈德仁、参谋长郭慕汾、军分区宣传部长张仁槐牺牲。六分区在坚持到7月上旬时，根据冀中军区的命令开始分散转移。7月13日，由王长江、旷伏兆率领的军分区机关和警备旅第2团五个连在行至冀南地区馆陶县的北阳堡与追击而来的日伪军突然遭遇。王长江当机立断，马上命令战斗部队抢占北阳堡构筑工事，抵御日军。战斗打响后，警备旅五个连在极其不利的情况下依托村落的围墙和临时赶筑的简易工事顽强阻击了半天。战斗期间，军分区的电台在与军区通报情况时又遭到日军炮火的轰炸，王长江又马上决定关闭电台，避免了指挥部遭到厄运的可能，但也一度使军区以为六分区主力被日军歼灭。在进攻的日军方面，其联队长见屡攻不下亲自上阵指挥，结果被击伤，接替指挥的大队长又随即被击毙，在此情况下日军被迫向济南请求增援。而六分区的部队在掩护当地群众转移后，也借用夜色脱离了战斗，后到范县与冀中军区主力会合。北阳堡战斗，警备旅毙伤日伪军500余人，击毙日军大队长，而自身只伤亡81人（其中阵亡11人），被列为以少胜多的典型战例。抗战胜利后，6地委辖赵县、栾城、正获、藁城、晋县、束鹿、深县、宁晋8个县委和辛集、正定市委。1946年5月31日，石德铁路从石家庄至衡水两侧各县，即6分区所辖赵县、栾城、藁正获、晋县、束鹿、深县、宁晋7县，辛集、正定、石家庄3市，和7分区的深泽、无极、正藁、新乐4县，加上原8分区的武强，共计12县3市，划为冀中11专区。1949年8月，11地委辖赵县、栾城、藁城、晋县、束鹿、宁晋、深县、武强等8个县委和辛集市委。地委书记李力（1938.8）/王泊生（1940.3）/周小舟(1940.6)/张逢时（1940.8）/张雪峰（代理，1943.6）/魏 震（1944.9）。  
  - 第31区队区队长 乾永清     政治委员 石以铭       副区队长 宋 持
  - 第40区队区队长 张和     政治委员 杨栋梁
  - 第44区队政治委员 孙学芳      政治委员 王海庭      参谋长 白云峰
- 第七军分区，司令员于權伸/尹诗炎，政委吴西/张达，参谋长苏锦章，政治处主任梁达三
  - 第32区队 区队长 王璞        政治委员  张义羲      参谋长 刘汝和
  - 第36区队 区队长 谷恒瀛        政治委员 廖鼎琳      副区队长 冰野
- 第八军分区，司令员常德善。常牺牲后拟定于时雨兼任，随后于时雨牺牲，孔慶同继任。政委金城兼，政治部主任张逊之
  - 第33区队政治委员 黎彦昌      副区队长 宋芝渊      参谋长 白兆林
  - 第37区队区队长 朱银波    政治委员 龚有源
  - 第41区队区队长王斌    政治委员 阎均
  - 武饶献区队区队长卢克    政治委员 姚凤有
- 第九军分区，司令员王凤斋，政委吴立人/王紫峰，副司令员李拂畏，政治部主任方国南
  - 第34区队区队长 王韬    政治委员 李耀之    政治处主任 赵为民
  - 蠡博南区队
- 第十军分区，司令员周彪/刘秉彦，政委帅荣/李斌。参谋长刘秉彦，政治部主任方国南/吴中僖。核心地区是新、雄、霸三县交界处。机关驻雄县米家务一带。
  - 第35区队区队长 立绍卿    政治委员 刘鹏章    参谋长 赵文明
  - 第43区队政治委员 王道贵    政治处主任 刘劲武    参谋长 吴伯钧

1942年2月，中共冀热察区党委撤销，同时撤销冀热察挺进军番号。十地委、十军分区、十一专署重新划归冀中区党委、冀中军区、冀中行署领导。1942年4月，调整一、二联合县区划。白溝河以西、平汉铁路以东为第一联合县，即容定新雄涿联合县。白溝河以东、平大公路以西为第二联合县，即新固涿雄霸联合县。
1942年日军发动空前绝后的五一大扫荡。至6月第十分区所在的大清河北被日军占领全部沦陷为敌占区，十分区机关和部队只能退到冀中腹地，以后又退到文安洼的皇甫村一带。十分区的主力部队有二十七、二十九、三十二这三个团，大部分转移到外线，只留下了二十九团的四个连、分区警卫营的五个连、地区五总队的四个连坚持下来。十分区分为两个部分，司令员周彪和政委帅荣各带一部分，分别向白洋淀、文安洼一带的芦苇荡转移。1942年6月下旬，十分区警卫连和教导大队在司令员周彪、参谋长刘秉彦指挥下，在任邱县边家堡全歼日军“剔抉队”八十余人，俘虏日军中队长伊豆文雄。1942年7月5日，冀中区党委决定，将八分区所属的文（安）新（镇）县（文新县）划归十分区领导，改称第四联合县（四联县）。 1942年7月5日，冀中军区命令十分区主力部队转移至北岳区。冀中十分区的八路军分南北两路突围过平汉线铁路，北路周彪带领的司令部系统和部分主力团走高碑店进入晋察冀平西地区；南路帅荣带领的政治部系统和黎光团长的主力二十九团走徐水县向冀西山区转移，从白洋淀南岸的大树刘庄出发，乘船到白洋淀北岸休息一天，夜行军至拒马河北岸的韩村。在过平汉线铁路之前，有一次短暂休整，帅荣再一次分兵：帅荣带政治部机关、警卫营走定兴县过平汉线铁路；另一路随教导大队，走色垡、南庄被日伪军拦截，损失很大，十几天后才越过铁路。临出发前，帅荣将队伍中的女同志和年纪小的半大孩子留了下来，交当地老百姓家隐蔽等待，帅荣许诺一旦在冀西山区站住了脚，会立即派人来接他们。1942年的7月1日过铁路后在东韩村和大牛、小牛村之间立即遭到铁路西边日伪军的围追堵截。危机之处，杨成武派来接应的一分区第三团高粮知道有的连及时赶到，解救了十分区部队。后担任十分区司令员刘秉彦的回忆录中评价分区部队：“……不敢大胆转到敌后，不敢向敌人背后打去，不敢集中兵力打到敌人控制的老敌占区去，走上了被动的道路。”
1942年底，转移到外线的冀中部队有：
- 警备旅旅长 王长江    政治委员 旷伏兆    副旅长 马泽迎
  - 警备第1团政治委员 赵均一    副团长 林子元    参谋长 韩双亭
  - 警备第2团团长 林海清    政治委员 孙继铮    参谋长 王国治
- 第6支队司令员 周彪    政治委员 帅荣    副司令员 阎力宣
  - 第27团团长 马仁光    政治委员 蒋崇景    副团长匡胜雨    参谋长 杨治国    政治处主任 马文东
  - 第29团团长黎光    政治委员 王兴隆      参谋长王珩
- 第8支队司令员 于权坤     政治委员 吴西     参谋长 刘玉璋     政治部主任 甘春雷
  - 第17团团长 闵鸿友    政治委员 孙洪志 杨书明    参谋长 关 旭    政治处主任 赵烘品
  - 第22团团长 左叶    参谋长 刘正善    政治处主任 贺 明
- 第10支队司令员 韩伟    政治委员 魏洪亮
  - 第18团团长 刘子仪    政治委员 孔 勋    参谋长 王仰军    副团长 贾一民
  - 第24团团长 贾土珍      政治委员 王耀华     副团长 贾桂荣      参谋长 钟 英
- 南进支队司令员 赵承金    政治委员 何善远    参谋长 赵东寰    政治部主任 田煦如    副主任 翟家骏
  - 第16团团长 胡乃超    政治委员 张秀川    副团长 邢芳银    参谋长 李亚峰    政治处主任 王 伟
  - 第21团团长 常仲连    政治委员 李修来    副团长 韩树铭    参谋长 魏文建    政治处主任 郑 鲁
  - 第33团政治委员 姚国民      副团长 李世龙
- 回民支队支队长 马本斋    政治委员 韩同钰     政治处主任 赵文甫

1942年8月下旬，王长江指挥警备旅抵达范县并经过半个月休整后，掩护军区机关进入太行山根据地。11月王长江奉命兼任太行军区第一军分区（司令员秦基伟）副司令员。1943年11月，王长江奉命率冀中警备旅转移到晋绥边区，并兼任第八军分区司令员，政委张永清，军分区副司令员兼参谋长为张希钦。八分区地处同蒲铁路以西，汾（阳）离（石）公路以北，西连三分区，北连六分区，东临太原，辖有汾阳、文水、交城、太原（县）、清源、徐沟，以及静乐、阳区、离石的部分地区，该地区是中共中央所在地延安通往晋绥边区的南大门，战略地位极其重要。军分区辖有原来警备旅改编的第1、第2支队，以及第4团、第5团等部。 
1943年2月5日春节，根据八路军总部的统一安排，由十分区周彪司令员、帅荣政委带领的军分区机关奉命撤销。1943年3月，刘秉彦接任十分区司令员，旷伏兆任十分区政委。
1943年8月25日，根据中共中央政治局8月12日指示，撤销冀中区党委、冀中军区和冀中行署，冀中所属之地委、分区、专署改由晋察冀分局、晋察冀军区、边区行政委员会直接领导。1943年秋，吕正操率领冀中9个团开赴晋西北。
1944年3月27日，第四联合县划归九分区领导，恢复文新县名称。原四联县所辖第七区（即大清河以北至煎茶铺、赵各庄以南村庄）划归十分区第三联合县管辖。
1944年9月，十分区三联县五联区胜（芳）、堂（二里）以东的48个村（不含胜芳、堂二里两镇）以及原安次县所属大沈庄（今属调河头乡）以南的59个村，合计107个村，划归九分区，作为开辟武清县的前进基地。第二联合县划分为两个县，泗（庄）小（庄）公路以北仍叫第二联合县（即新固霸联合县），改平南办事处为平南县。 
1944年，冀中区的形势恢复到1940年秋的局面，根据中共中央军委7月指示，9月至11月，晋察冀军区先后成立了冀中、冀察、冀热辽四个二级军区。冀中军区司令员杨成武，政委林铁，副政委兼政治部主任李志民，参谋长沙克/孙毅，副参谋长黄寿发/陶汉章，行署主任罗玉川，区委副书记兼副政委金城。辖五个军分区：
- 第六军分区，司令员王先臣（王牺牲后叶楚屏代），政委魏震,邓可运任副政治委员兼政治部主任,叶楚屏任参谋长
  - 第71团：由第31地区队（白云峰任区队长,李克忠任政治委员）、第44地区队（徐信任区队长,康万聚任政治委员）各一部分和赵县、束冀游击支队合编
  - 第72团：由第40地区队（宋持任区队长,张元甫任政治委员）和深南、深束、晋县游击支队合编
  - 第82团
  - 新72团
  - 新73团（由宁晋、赵元宁、藁城、正获游击支队编组）
  - 第32团：冀中军区第6军分区第32团（团长徐信，政委李克忠），第32团前身是1941年由冀中军区警备旅第2团一部和游击总队独立营编成的冀中军区第31地区队、第44地区队，1945年4月升级为团。
- 第七军分区，司令员于权申，政委张庆春，甘春雷任副政治委员,廖鼎琳任政治部主任。 
  - 第79团（以定县游击大队为基础）
  - 第80团（由第49地区队改编）
  - 第22团：由第45地区队（团长肖治华，政委白振刚）改编。
  - 第26团：由第36区队（谷恒瀛任区队长,李静任政治委员）改编。
  - 第81团
  - 第82团（由深北、藁无、安国、新乐、深极、安平、博野游击大队编组）
  - 第33团：由第32地区队（团长谢洪恩，政委贺明）改编。
- 第八军分区，司令员贾士珍，政委周彪,唐丕光/宋学飞任参谋长,谢继友/张迈君任政治部主任
  - 第62团（以大城游击大队为基础）
  - 第63团：以第41地区队（阎钧任政治委员）一部为基础
  - 第66团
  - 第67团：由第33地区队（张英辉任区队长,张文宣任政治委员）、第37地区队（朱银波任区队长,龚有源任政治委员）和建国、交河、河间、青县、任河、饶阳游击大队编组）
  - 新65团：1945年8月由第8军分区武强县大队、任（邱）河（间）县大队合编升级为团。团长王寿仁，政委王泽
  - 第23团：由原冀中军区第23团一部与任（丘）河（间）支队于1941年改编为第33地区队，1945年5月恢复第23团番号。团长张行忠，政委张文宣
  - 第31团：由小团扩编为大团
  - 第61团：前身是由冀中军区原第33团一部，与清（苑）建（国）交（河）支队1941年合编的冀中军区第41地区队，1945年8月升级为团。团长万振西，政委龚有源
- 第九军分区，司令员魏洪亮，政委陈鹏，副政委王道邦，李健任参谋长。
  - 第74团：以第38地区队（刘乾任政治委员）改编
  - 第73团（以津南游击支队编组）
  - 第24团：前身是1938年由河北游击军第5团、第6团编成的八路军第3纵队兼冀中军区独立第1团，1939年改称冀中军区第24团，是始终坚持战斗在冀中军区的主力团队，番号未变。张行忠任团长,王耀华任政治委员。后团长张英辉，政委王功学。
  - 第27团：1944年由原24团5连与任丘县大队合编的第42地区队，1945年7月升级为团。团长李继高，政委陈其峰。
  - 第28团：前身是1942年由冀中军区第33团第2营，游击第4总队独立营，第24团一部合编为第32地区队，1945年7月升级为团。由第34区队（李继高任区队长,杨栋梁任政治委员）、第42区队（万振西任区队长）扩编为大团
- 第十军分区，司令员刘秉彦，政委旷伏兆,张如三任副政治委员兼政治部主任,路遐任参谋长
  - 第75团：由第35地区队（冰野任区队长,赵绍昌任政治委员）和新固县游击大队编组
  - 第76团：由第43地区队(卢克任区队长,刘一峰任政治委员)和容雄、容定县游击大队编组
  - 第77团：团长顾同舟，政委陈继德，前身是1941年编成的冀中军区第39地区队，1945年4月升级为团。
  - 第78团（由平南游击支队和新县游击大队编组
- 冀中军区直辖特务团

当时的干部比较缺乏，因此确定在北岳区工作的原冀中干部，原则上一律回冀中工作。冀中军区教导团的学员干部，以及分局党校的原冀中干部，也都回冀中工作。决定一出，新的冀中军区各级机关，很快就组建起来了。1944年10月，新任冀中军区司令员杨成武带领着部分机关人员从平汉路西到达冀中，随后林铁、李志民、罗玉川、金城等领导和党政机关也先后到达冀中。恢复了冀中行署，辖五厅一室：民政厅厅长吴树声、财政厅厅长宋景毅、教育厅厅长丁廷馨、实业厅厅长张省三，工商厅厅长罗玉川兼、秘书室秘书长赵介，冀中公安局局长王冀农，税务局局长王楠秋，水利局局长郝执斋，粮食局局长贾蔚秀，交通局局长杨沛，冀中合作总社主任梁耀、晋察冀边区银行冀中分行行长张平之（交通银行新中国第一任总经理）。晋察冀军区军工部直接拨给冀中军区一个枪厂，一个子弹厂和一个化学厂，由冀中军区兵工管理处直接管辖，使得冀中军区自制的加长滑膛掷弹筒和枪榴弹筒，已经基本上能够满足主力部队的需要，冀中的正规部队达到了每连三具自产滑膛掷弹筒，和九个枪榴筒的火力配备。
1945年3月，十分区再次调整：以拒马河为界，将一联县分为容雄、定新两县。将三联县划分为永霸、安次两县。将平南县分为大兴、涿良宛两县。至此，十分区辖9县，即容新、定新、新涿、二联县、四联县、永霸、安次、大兴、涿良宛。 
1945年7月，十分区队与兄弟部队配合，开展了“大清河北战役”，向日军展开了大规模进攻，拔掉了大量据点、碉堡，解放了许多重要的城镇，从根本上改变了大清河北的斗争形势，赢得了抗日战争的彻底胜利。
1945年8月13日，十分区对县级建制进行调整。四联县改称雄县，二联县改称固安县，容雄县改称容城县，永霸县分为永清县和霸县，并对所辖区划进行了调整。此时，十分区辖10个县。 
1946年5月，根据晋察冀军区的命令，冀中军区进行整编。司令部孙毅，政委林铁。
- 第8军分区（第8、第9军分区合并改称） 司令员徐德操 政委陈鹏
- 第9军分区（第7军分区改称）：司令员孟庆山 政委张庆春
- 第10军分区（番号不变）：司令员刘秉彦 政委旷伏兆
- 第11军分区（第6军分区改称）：司令员杜文达 政委威震.1947年12月，第11军分区改称石家庄警备司令部。
- 第11旅/独立第8旅：冀中（杨成武）纵队第11旅旅部及第33团和第11军分区第72团、第9军分区第79团合编。1946年7月改称独立第8旅。旅长魏洪亮，政委帅荣。1946年12月11日，晋察冀军区决定，将冀中军区独立第8旅划归晋察冀军区第2纵队建制，并改称第6旅。
- 第14旅/独立第7旅：冀中（杨成武）纵队第13旅第38团和第9军分区第46团、特务团合编，组建独立第14旅。1946年7月改称独立第7旅。旅长萧新槐，政委马泽迎。1947年11月16日，根据中央军委批复晋察冀军区扩编方案，晋察冀军区将该旅调归新组建的晋察冀野战军第6纵队建制。

1946年11月初，原属八分区的胜芳市和津武县划归十分区。
军区先后参加了胜芳保卫战、张家口保卫战和易满战役。1947年1月4日，先后参加了保南战役和正太战役。
- 重建独立第8旅：1947年7月，冀中军区根据中共晋察冀中央局武装工作会议决定重建。旅长徐德操，政委李志远。1947年11月16日，根据中央军委批复晋察冀军区扩编方案，晋察冀军区将该旅调归新组建的晋察冀野战军第6纵队建制。
- 独立第9旅：1947年8月冀中军区根据中共晋察冀中央局武装工作会议决定组建。旅长杜文达，政委谢继友

1947年11月16日，组建第七纵队（由冀中军区兼），并将独立第9军分区第81团合编为第20旅；以冀中第11军分区2个团及第8军分区1个团合编为第21旅，归第7纵队建制。
1948年1月，冀中区党委、冀中行署决定：将八分区文新县所属的新镇及周围10余村庄划出，连同上年由文新县划归的雄县的七、八两个区，共103个村庄，成立新雄县，归十分区管辖。 
1949年2月，冀中军区第八军分区改称津南军分区，第十军分区改称平南军分区。
1949年8月，撤销冀中军区，成立中国人民解放军河北军区，平南专区改为设立河北省天津专区，辖霸县、文安、大城、永清、安次、武清、静海、宁河、宝坻、天津等10县和胜芳、汉沽、杨柳青3县级镇。地委、专署、军分区领导机关驻杨柳青镇。